# João Cavalcanti de Arruda
João Cavalcanti de Arruda, mais conhecido como João Arruda (Bonito de Santa Fé, 1 de outubro de 1914 — São Paulo, 17 de agosto de 1973), foi um advogado, empresário e político brasileiro, que foi senador pelo Estado da Paraíba.

## Biografia
Filho de um próspero comerciante de algodão e de uma descendente de tradicional família paraibana, bacharelou-se pela Faculdade de Direito do Recife em 1937, ali criando o Centro Martins Júnior, do qual foi presidente.
Com o fim do Estado Novo, morando em São Paulo, filiou-se ao PSP. Em outubro de 1954, elegeu-se senador pela Paraíba, na legenda PSP-UDN, derrotando Francisco de Assis Chateaubriand, candidato do PSD, apoiado pelo Partido Libertador - PL.
Ao fim do mandato, não concorreu à reeleição, voltando a suas atividades de industrial em São Paulo.